# Robert MacNaughton
Robert MacNaughton, född 19 december 1966 i New York, är en amerikansk skådespelare. Han är mest känd för rollen som Michael Taylor i Steven Spielbergs regisserade långfilm E.T. the Extra-Terrestrial från 1982. Hans karaktär är storebror till den andra huvudkaraktären Elliott Taylor, som i filmen spelas av den nästan fem år yngre Henry Thomas.
Robert McNaughton pensionerade sig från skådespelaryrket under år 2002, och började sedan därefter med att arbeta som posthanterare, detta i de bägge städerna Phoenix (Arizona) och Jersey City (New Jersey). Han skulle dock komma att återvända till förstnämnda yrket under år 2013, och medverkade då bland annat i Damien Leones regisserade skräckfilm Frankenstein vs. The Mummy, under år 2015. Han är sedan år 2012 dessutom gift med sin skådespelarkollega Bianca Hunter, med vilken han har fyra söner.

## Filmografi (i urval)
- 1982 – E.T. the Extra-Terrestrial
- 2015 – Frankenstein vs. The Mummy